# Postołowo (rejon bereski)
Postołowo (biał. Пасталова; ros. Постолово) – wieś na Białorusi, w obwodzie brzeskim, w rejonie bereskim, w sielsowiecie Malecz, przy drodze republikańskiej .
Należało do ekonomii kobryńskiej. W dwudziestoleciu międzywojennym leżało w Polsce, w województwie poleskim, w powiecie prużańskim.